# Mang (thú)
Bài này viết về mang như là một chi động vật nhai lại thuộc họ Hươu nai, các nghĩa khác xem bài Mang (định hướng).
Mang, còn gọi là hoẵng, kỉ, mển hay mễn, là một dạng hươu, nai thuộc chi Muntiacus. Mang có lẽ là loại hươu cổ nhất được biết đến, xuất hiện vào khoảng 15-35 triệu năm trước căn cứ trên di tích hóa thạch tìm thấy trong các trầm tích của thế Miocen tại Pháp và Đức.
Các loài ngày nay còn sống có nguồn gốc nguyên thủy ở vùng Đông Nam Á cũng như ở Ấn Độ. Bản địa mển bao gồm cả vùng Hoa Nam, Đài Loan, và các hải đảo thuộc Indonesia. Mang Reeves được du nhập sang Anh và nay đã sinh sản, phổ biến ở một số khu vực ở Anh.
Là một loại động vật nhiệt đới, mển không có chu kỳ động dục theo mùa thời tiết nên khi chuyển sang các khu vực ôn đới có thể cho giao phối ở bất kỳ thời gian nào trong năm. Mang đực có các gạc ngắn có thể mọc lại nhưng có xu hướng cắn xé nhau bằng răng (có răng nanh dài chĩa xuống) để bảo vệ lãnh địa.
Mang là loại động vật được chú ý trong các nghiên cứu về sự tiến hóa do các biến thể lớn trong bộ nhiễm sắc thể của chúng cũng như các phát hiện về các loài mới trong thời gian gần đây.

## Phân loài
Mười hai loài:

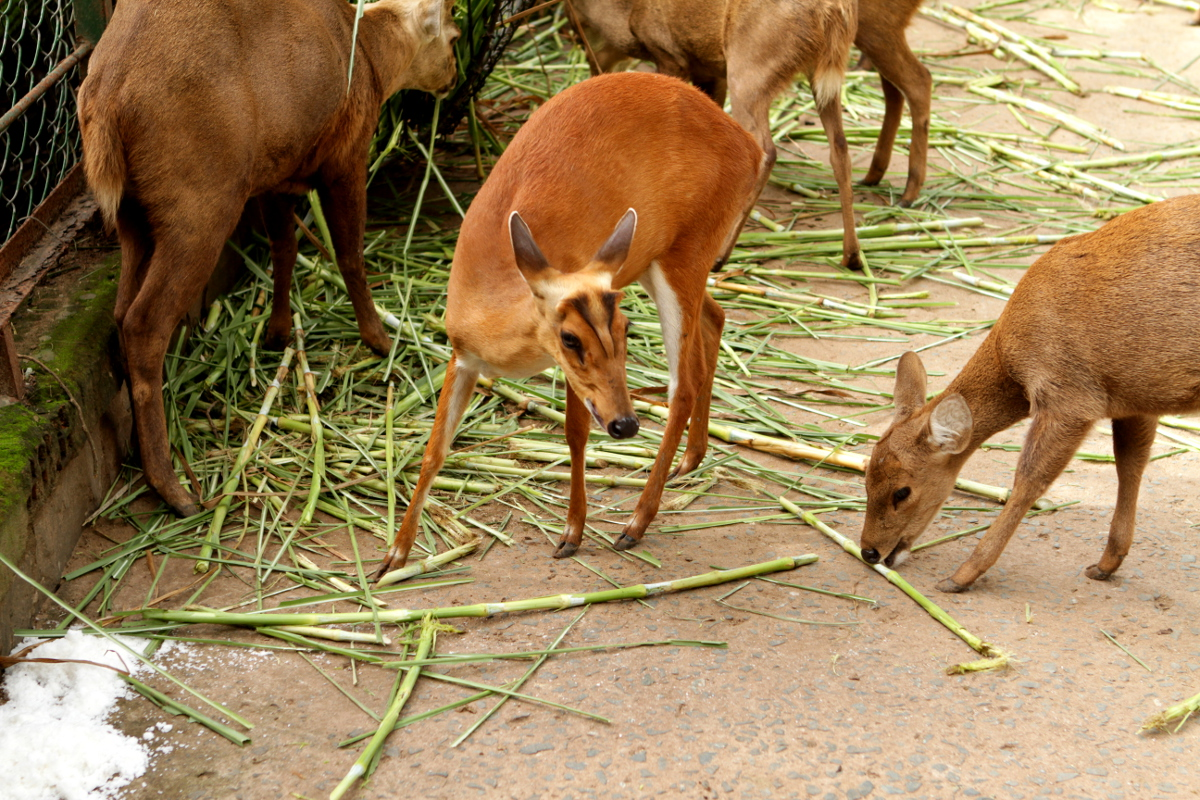
Một đàn hoẵng

- Muntiacus atherodes: Mang vàng Borneo[1]
- Muntiacus crinifrons: Mang đầu lông, mang đen, mang đen đầu đỏ
- Muntiacus feae: Mang Fea
- Muntiacus gongshanensis: Mang Cống Sơn, kỉ Cống Sơn
- Muntiacus montanus: Mang Sumatra[2]
- Muntiacus muntjak: Mang Ấn Độ, mang đỏ
  - Muntiacus muntjak annamensis:[3] Hoẵng Nam Bộ[4]
  - Muntiacus muntjak aureus
  - Muntiacus muntjak bancanus
  - Muntiacus muntjak curvostylis
  - Muntiacus muntjak guangdongensis
  - Muntiacus muntjak malabaricus
  - Muntiacus muntjak menglasis[5]
  - Muntiacus muntjak montanus
  - Muntiacus muntjak muntjak[6]
  - Muntiacus muntjak nigripes[7]
  - Muntiacus muntjak vaginalis[8]
  - Muntiacus muntjak yunnanensis[9]
- Muntiacus reevesi: Mang Reeves, mang Trung Quốc
- Muntiacus rooseveltorum: Mang Roosevelt[10]
- Muntiacus puhoatensis: Mang Pù Hoạt[11]
- Muntiacus putaoensis: Mang lá
- Muntiacus truongsonensis: Mang Trường Sơn
- Muntiacus vuquangensis: Mang Vũ Quang, mang lớn